# Gaioz Nigalidze
Gaioz Nigalidze (in georgiano გაიოზ ნიგალიძე?; 24 aprile 1989) è uno scacchista georgiano, Maestro Internazionale.
È stato due volte campione nazionale.
È noto per essere stato condannato dalla FIDE per comportamento sleale, dopo essere stato scoperto a nascondere, nel corso del torneo di Dubai del 2015, apparecchi elettronici nei bagni della sede di gioco.

## Carriera
Nel 2009 ottiene il titolo di Maestro Internazionale dopo i risultati ottenuti al campionato georgiano nel 2007 e nel 2008 (rispettivamente 5 su 11 e 6 su 13), dove ottiene due norme. La terza norma la aveva ottenuta nel 2008 alla President's Cup di Baku, dove aveva totalizzato 6 punti su 9 nel torneo vinto da Evgenij Naer.
Nel 2013 in giugno vince per la prima volta il campionato nazionale georgiano, con 9 punti su 11 realizzati, in novembre partecipa con la nazionale georgiana al Campionato europeo a squadre di Varsavia, dove si classifica sesto di squadra. Prima riserva, realizza 1,5 punti su 4.
Nel 2014 in gennaio a Tbilisi vince per la seconda volta il campionato georgiano, realizzando 8,5 su 11, in agosto partecipa alle Olimpiadi di Tromsø in quarta scacchiera, realizzando 5 punti su 9. La sua nazionale chiuderà il torneo al 44º posto.
A seguito delle norme ottenute ai campionati georgiani del 2010, del 2013 e del 2014 ottiene il titolo di Grande Maestro Internazionale alla riunione del Consiglio Presidenziale della FIDE dell'aprile 2014. Titolo che gli verrà in seguito ritirato per comportamento sleale.

## Caso Dubai e squalifica
Nell'Open di Dubai del 2015 il comportamento di Nigalidze insospettì il suo avversario di turno, il Grande Maestro armeno Tigran L. Petrosyan, che, turbato dalle ripetute "corse alla toilette" del georgiano, richiamò l'attenzione degli ufficiali di gara. In un primo controllo a Nigalidze non fu contestato nessun ausilio tecnologico in grado di fargli vincere la partita, tuttavia controllato anche al bagno fu trovato ad analizzare la posizione della partita allo smartphone con l'aiuto di un motore.
In seguito alla vicenda Nigalidze fu squalificato per 3 anni e privato del titolo di Grande Maestro. È tornato a giocare un incontro ufficiale nel luglio del 2019 all'Open di Batumi.